# Retrogore
Albums de Aborted
The Necrotic Manifesto
(2014)
Singles
1. Retrogore[5]
Sortie : 8 mars 2016
2. Divine Impediment[6],[7],[8]
Sortie : 8 avril 2016

Retrogore est le neuvième album studio du groupe de brutal death metal belge Aborted sorti le 22 avril 2016,,.

## Album
Le morceau Retrogore est sorti le 8 mars 2016 via Youtube. Un clip vidéo est sorti le 8 avril 2016, toujours via Youtube, pour le morceau Divine Impediment,,.

## Liste des titres
| No  | Titre                   | Durée |
| --- | ----------------------- | ----- |
| 1.  | Dellamorte Dellamore    | 0:51  |
| 2.  | Retrogore               | 4:17  |
| 3.  | Cadaverous Banquet      | 4:12  |
| 4.  | Whoremageddon           | 3:29  |
| 5.  | Termination Redux       | 3:27  |
| 6.  | Bit by Bit              | 4:03  |
| 7.  | Divine Impediment       | 4:18  |
| 8.  | Coven of Ignorance      | 3:42  |
| 9.  | The Mephitic Conundrum  | 3:18  |
| 10. | Forged for Decrepitude  | 2:41  |
| 11. | From Beyond (The Grave) | 4:22  |
| 12. | In Avernus              | 4:36  |

| 13. | Slasher Hysteria | 3:27 |
| 14. | Les Misérables   | 3:57 |

## Composition du groupe
- Sven de Caluwé - Chant.
- Mendel Bij de Leij - Guitare.
- Ian Jekelis - Guitare.
- JB van der Wal - Basse.
- Ken Bedene - Batterie[1],[2].

## Musiciens additionnels
- Julien Truchan (Benighted) - Chant sur Cadaverous Banquet.
- Travis Ryan (Cattle Decapitation) - Chœurs  sur Divine Impediment.
- David Davidson (Revocation) - Chant sur Coven of Ignorance.
- Jason Keyser (Origin) - Chant sur The Mephitic Conundrum.

## Membres additionnels
- Kristian "Kohle" Kohlmannslehner - Producteur, ingénieur du son, mixage audio et mastering.
- Christopher Lovell - Artwork[4].
- Coki Greenway - Artwork[13].